# イロヴァイスクの戦い
イロヴァイスクの戦い（イロヴァイスクのたたかい、英語: Battle of Ilovaisk）は、2014年8月7日、ウクライナ軍と親ウクライナ準軍事組織が、親ロシア派に占領されているドネツィク州イロヴァイスク市の奪回を試みた戦闘である。親ロシア派はドネツク人民共和国（DPR）およびロシア連邦軍と連携していた。ウクライナ軍は2014年8月18日に市内に進入したが、越境したロシア連邦軍の参戦によって8月24日から26日に包囲された。包囲から数日後、プーチン大統領の同意の元、ウクライナ軍は親ロシア派と合意し、撤退が許されたが、結局、この合意は守られず、脱出中に多数のウクライナ軍兵士が死亡した。
2016年8月26日、ウクライナ軍参謀総長兼最高指揮官ヴィクトル・ムジェンコは、敗戦の原因を撤退計画におけるウクライナ軍指揮官の不備と、ロシア連邦軍の介入によるものだと発表した。

## 戦況推移

2014年6月のD地区の状況

### 経緯
ドネツクとロシア-ウクライナ国境間はウクライナ軍の対テロ作戦D地区に指定されており、ウクライナ軍はドネツクとルハンスク間にある反政府軍の補給線を遮断するとともに、ロシア-ウクライナ国境の障害物排除を企図していた。
2014年7月11日以降、ドネツク州のD地区はロシア本土からの砲撃に苦しめられていた。
7月23日、ペトロ・リトビン将軍がD地区司令官に任命された。彼は国境警備隊司令官ミコラ・リトヴィン将軍の兄弟であった。D地区は、第30機械化旅団の2個大隊、第25空挺旅団、第95空挺旅団および第51機械化旅団の各1個大隊、プリカルパッチャ義勇兵大隊、第28機械化旅団の1個中隊で構成されていた。
7月下旬、ウクライナ軍はサヴールモヒラの丘（アムウローシイウカ地区（Amvrosiivka）とシャフタールスク地区（Shakhtarsk））周辺を解放した直後、7月31日に第25空挺旅団の1個大隊がシャフタールスクを攻撃した。この攻撃中、第25空挺旅団の大隊は26名の兵士を失いながらも、ペトロパブリフカ村（Petropavlivka）とOrlovo Ivanivka村を強襲しつつ東から北へ突き抜けた。他の2個大隊はトレズ市（Torez）とスニジネ市を通過し、ミウシンスク市（Miusynsk）まで達すると思われたが、第30旅団と第95旅団の各大隊は互いに連絡が取れなくなった。後に第95旅団の大隊はOrlovo Ivanivka村の近くで第25旅団の大隊と合流し、その後、デバルツェボのウクライナ軍の方向へ前進した。
8月6日、ウクライナ国家安全保障・国防会議はロシア軍が侵攻する可能性があり、ウクライナ軍はそれを阻止する用意があると発表した。
8月7日、親ロシア派指揮官アレクサンドル・ボロダイが退任し、後任にアレクサンドル・ザハルチェンコが着任した。同日、ウクライナ軍は初めてイロヴァイスクを攻撃し、数日間に渡り街への突入を図ったが、反政府軍の激しい反撃により膠着状態となった。
8月11日、ウクライナの大手メディアはこの攻撃について、敵の後方地域の襲撃に成功したものとして大々的に報道した。しかしながら、その目的と成果は未だ開示されていない。この攻撃は、マレーシア航空17便撃墜事件の現場近くにいたウクライナ軍空挺部隊の活動によって可能となった（ロシアは事件現場に正規軍を投入していた）。

### ウクライナ軍のイロヴァイスク進攻

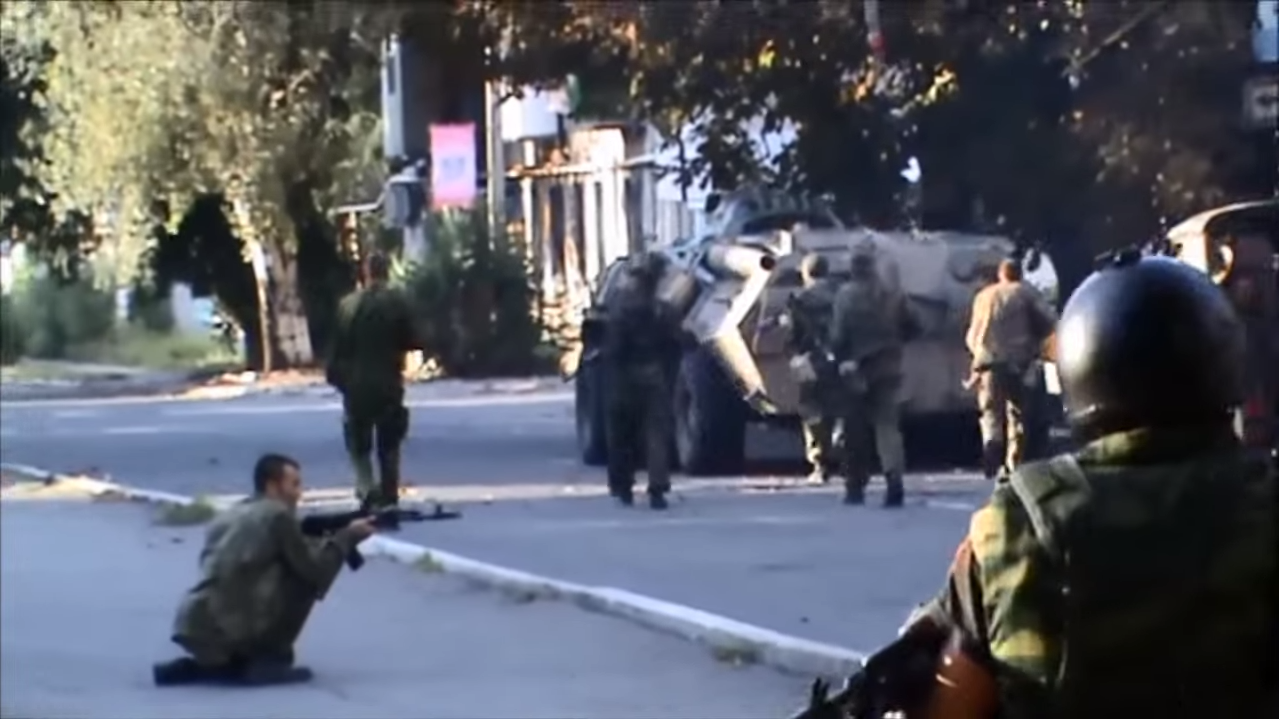
アゾフ大隊とドニプロ大隊を攻撃するドネツク人民共和国軍兵士とBTR-80。

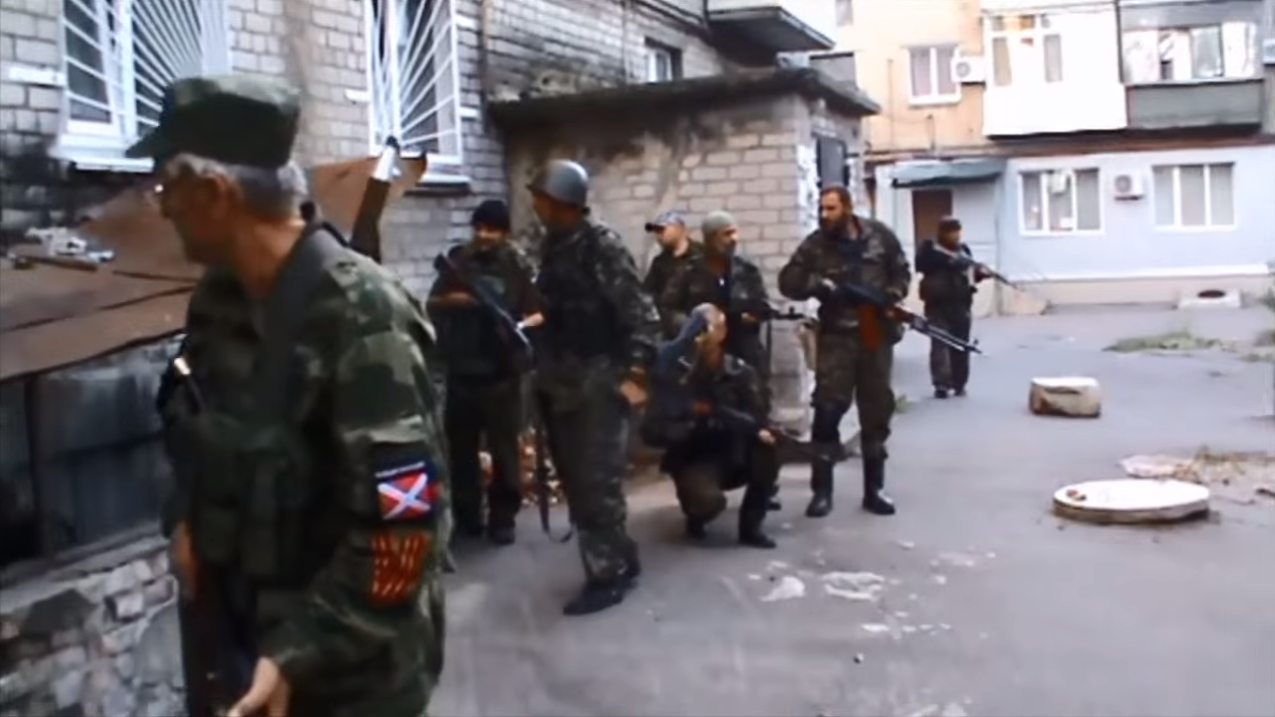
モトローラ師団の兵士

8月18日、ウクライナ軍はイロヴァイスク市内に突入を図ったが失敗した。
8月18日-19日夜、ウクライナ軍はドンバス大隊に率いられて、夜間攻撃を行った。この夜間攻撃は成功し、ウクライナ軍は死傷者を出すことなく、ウクライナ国旗を市役所に掲げることができた。ウクライナのメディアは、この勝利を反政府勢力に対する政府の「対テロ作戦」（ATO）の強さと有効性の一例と見なした。ウクライナ軍がイロヴァイスク市内に入った際、ドンバス大隊長のセンメン・センメンセンコが迫撃砲弾により負傷し、治療のために後送された。市役所への国旗掲揚に続き、ウクライナ内務省は、ドンバス大隊、ドニプロ-1、アゾフ大隊を含むウクライナ軍が「テロリスト」を掃討し、特にドンバス分離主義勢力のオロット大隊所属の「多数の」反乱者を殺害したと述べた 。ウクライナ内務省はさらに、ウクライナ国家警備隊からの増援部隊がまもなく到着すると述べた。その後、イロヴァイスクの約50%がウクライナ政府の統制下となった。ウクライナ軍はさらに6名の反乱者を捕らえ、そのうち一人はセルビア人の義勇兵であった。その日に、アゾフ大隊とシャフタールスク大隊はイロヴァイスクの戦いを終了し、マリウポリとコムソモリスク（Komsomolske）の駐屯地を増強するために出発した。
8月20日、ウクライナ軍はイロヴァイスクを完全に占領したと発表した。ドネツク人民共和国当局はその声明を公式に否定し、依然として自分たちが同市を占領していると発表した。その日のうちに、ウクライナ軍は強力な反政府軍の逆襲を撃退した。反政府軍との間で市街戦が発生し、この戦闘で少なくとも9名のウクライナ軍兵士が死亡、ドンバス大隊は増援を要請した。
8月21日、激しく絶え間ない戦闘中、内務省はイロヴァイスクでの対テロ作戦開始後、敵義勇兵部隊の25%を殺害したと発表した。イロヴァイスクにウクライナ軍の増援は到着しなかった。ドンバス大隊指揮官のセンメンセンコによると、反政府軍がウクライナ国旗を掲げた救急車を攻撃したため、ドンバス大隊の兵士が死亡した。センメンセンコはこの行為を「中世の野蛮」であると評した。彼はさらにドンバス大隊はウクライナ政府と他の義勇兵部隊が街から撤退するときに「見捨てられた」と述べた。

### 全周包囲されるウクライナ軍

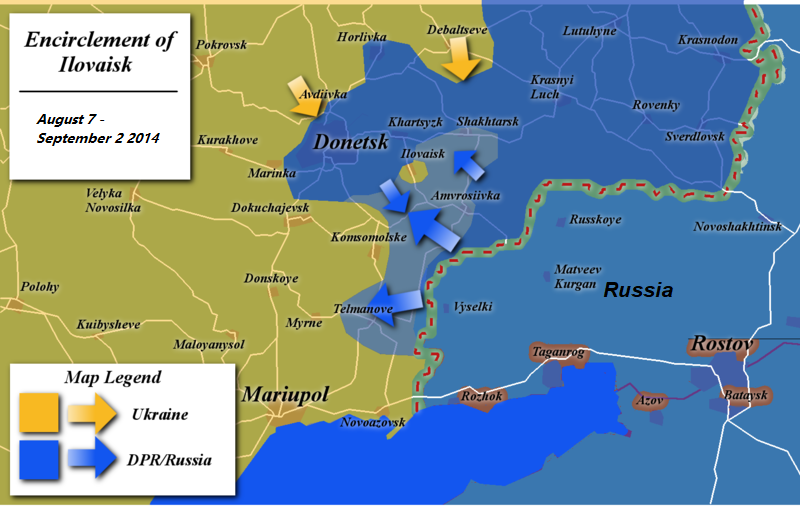
全周包囲されるイロヴァイスク

8月24日から8月26日、イロヴァイスクに残っていたウクライナ軍部隊はドネツク人民共和国軍とロシア軍増援部隊によって完全に包囲された。
8月24日、ウクライナ軍はロシア正規軍部隊を発見し、その数は日増しに増大した。コムチャック地区司令官は、D地区本部およびウクライナ国境機関から、約80～100両のロシア軍装甲車がウクライナ国境を越えたと言う情報を受け取った。私服を着ていたウクライナ軍第93機械化旅団の２名の将校はウクライナへ侵入するロシア軍縦隊に出くわした。ロシア軍はその２名の将校を分離主義者だと勘違いして通過させたことにより、彼らは対テロ作戦上層部に敵情を報告できた。しかし、対テロ作戦幕僚はその報告を退け、ロシア軍縦隊はウクライナ軍部隊だろうと解釈した。D地区幕僚長のロミハイロ大佐は、アムウローシイフカでロシア大隊戦術群がウクライナの奥深くまで侵入していることを自らの目で確認した。ロミハイロ大佐の情報は、ウクライナ軍参謀本部長ヴィクトル・ムジェンコに報告されたが、「単なる示威行動」とされた。結局、ウクライナ国防省がロシア軍の侵攻を認識したのは8月25日になってからであった。
8月24日午後12時50分頃、クティニコブ村（Kuteinykove）近くでウクライナ軍第51機械化旅団の対戦車分隊はロシア軍第331空挺連隊のBMD-2空挺戦闘車の縦隊を攻撃し、2両のBMD-2を撃破した。ロシア軍空挺兵は下車し近くの林に隠れた。午後5時頃、ウクライナ軍大隊戦術群本部が位置していたジェルカーン村（Dzerkalne）近くで、ウクライナ軍第51機械化旅団の偵察グループが、前進中のロシア軍空挺兵10名を捕虜にした。
8月26日、Ahronomichne村近くの戦闘でウクライナ軍第51機械化旅団の部隊はロシア軍第6戦車旅団のT-72B3戦車1両を鹵獲した。その戦車はMnohopillya村近くで別の戦闘に参加していたものであった。Mnohopillya村では、ウクライナ軍第51機械化旅団の対戦車砲兵分隊がロシア軍第8山岳旅団・第31空中攻撃旅団の混成部隊の縦隊を伏撃しており、ウクライナ軍はロシア軍第31空中攻撃旅団の2名の兵士と第8山岳旅団の1名の負傷兵を捕虜にした。
ドネツク人民共和国によれば、多数のウクライナ軍兵士と準軍事組織部隊がイロヴァイスク市内に閉じ込められた。戦闘中、ドニプロ-1大隊のウクライナ人指揮官は脳震盪を起こし、ヘルソン大隊長は戦死した。ドンバス大隊指揮官センメンセンコの請願に応えて、ウクライナ首都のキエフで多数のユーロマイダン活動家が、反政府軍と戦っている義勇兵を政府が「見捨てた」ことに関して抗議した。反政府軍砲兵が繰り返す弾幕によって、包囲されているウクライナ軍は大損害を被った。

### 包囲された部隊を救出する試み
8月24日、ウクライナ軍司令部はイロヴァイスクの近くで包囲された部隊の救出を試みた。第92機械化旅団から、兵士276名、戦車4両、自走砲3両、歩兵戦闘車10両以上を含む中隊戦術群が編成された。中隊戦術群はイロヴァイスクにロシア軍の接近が判明後、ハルキウ州からイロヴァイスク方向へ派遣された。中隊戦術群は第42自動車化大隊（ルク・オポル大隊）の突撃隊と合流後にロシア軍の包囲を解くための攻撃を行う予定であった。ルク・オポル突撃隊は歩兵戦闘車2両を含む兵士90名で編成されていた。
8月27日、中隊戦術群はコムソモリスク市に到着し、イロヴァイスク方向に前進した。その縦隊が夜間に開豁地で停止した直後に大量の砲弾が着弾した。翌朝、部隊はロシア軍空挺部隊によって完全に撃破され、ほぼ全ての車両を失った。しかし相対的に死傷者は少なく、死者・行方不明者は8名のみであった。
8月28日朝、ルク・オポル突撃隊もすぐ近くで同じ運命を辿り、両部隊は合流することが出来なかった。

### ウクライナ軍の撤退と虐殺
8月29日早朝、イロヴァイスクが包囲されてから数日後、市内にいるウクライナ軍の指揮官たちは、反政府軍に対して撤退交渉を試みた。ロシア大統領ウラジーミル・プーチンは、「包囲下のウクライナ軍兵士のための人道回廊」が確立され、兵士たちの撤退を許すべきであると発言した。 ドニプロ-1大隊の指揮官ユーリ・ベレザはそのような回廊を確立するために早急に合意に達するように奮闘した。ドネツク人民共和国首相アレクサンドル・ザハルチェンコは、ウクライナ軍が装甲車両と弾薬を残置するという条件で合意が成立したことを確認した。
8月29日午前6時、ウクライナ軍の60両の車両縦隊がイロヴァイスク市外へ移動を開始した。午前8時、ウクライナ軍はイロヴァイスクの直ぐ南のMnohopillya村の北部と南部で二つの縦隊を作り、撤退を準備した。北部の縦隊は、第17戦車旅団、第51機械化旅団および警察部隊から成り、戦車4両、何両かの歩兵戦闘車、1,000名以下の人員を含み、ルスラン・コムチャック中将に率いられた。南部の縦隊は、第93機械化旅団およびドンバス大隊から成り、鹵獲したロシア軍のT-72B3戦車を含む戦車2両、歩兵戦闘車2から3両、人員約600名を含み、オレクシィ・グラホフ大佐に率いられた。撤退準備を進める中、ロシア軍の指揮官がウクライナ軍に対して、全ての武器を引き渡し、義勇兵大隊を残していくように要求、合意条件を変更しようとした。イロヴァイスクのウクライナ軍指揮官のルスラン・コムチャック中将は以前の合意に基づき部隊は撤退すると述べ、「完全戦闘状態で行進する」ことを部隊に命じた。縦隊の先頭のトラックは死傷者を乗せ、白旗を掲げていた。
北部の縦隊は回廊に沿って約1時間で10キロメートル前進したとき、ロシア軍と反政府軍に取り囲まれた。Oleksandrivka村でロシア軍第21自動車化旅団のT-72BA戦車2両と歩兵戦闘車1両がウクライナ軍との衝突で破壊された。クラスナヤ・ポリヤナ渓谷（Krasnaya Polyana）の近くで、ロシア軍は迫撃砲と重機関銃による攻撃で、北部の縦隊を二つに分断した。後方の梯隊は6両の歩兵戦闘車と警察部隊の多数の車両が破壊され、部隊は全滅した。その間、先頭半分の戦車を含む縦隊はノボカテリニフカ村（Novokaterynivka ）へ前進し始めた。その渓谷には、ロシア軍第1065砲兵連隊のD-30 122mm榴弾砲が配置されていた。連隊のトラックは砲兵陣地の近くで破壊された。縦隊先頭の装甲車がノボカテリニフカ村に到着したとき、第17戦車旅団の戦車乗員は掩体に配置されている何両かの戦車と歩兵戦闘車を発見した。衝突が起こり、ウクライナ軍の4両の戦車と歩兵戦闘車が破壊された。何人かの乗員は脱出し、42人のウクライナ軍兵士がその包囲を抜け出して、ウクライナ軍陣地に到達できた。
南部の縦隊において、ウクライナ軍兵士約300人とドンバス大隊の兵士はチェルヴォノシルケ村（Chervonosilske）に到達することができたが、その間に幾つかの歩兵戦闘車が失われた。その村で、ウクライナ軍部隊はロシア軍第6戦車旅団のT-72B3戦車2両を鹵獲し破壊するとともに、ロシア軍第31空中攻撃旅団の空挺兵2人を捕虜とした。ウクライナ軍の半分の兵士は既に負傷していたが、翌日までに何とか村を確保した。
8月30日、ドニプロ-2大隊長ユーリ・ライセンコはロシア軍指揮官との接触を試みた。それにより、ウクライナ軍は武器を引き渡し、赤十字ガイダンスに基づき負傷者を後送し、ロシア人の捕虜を解放することが合意された。
9月1日、内務大臣アーセン・アヴァコフによれば、97名のウクライナ軍兵士が何とかイロヴァイスクを脱出した。

## 死傷者

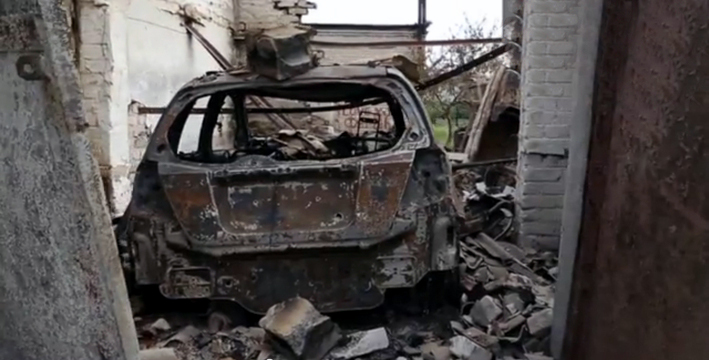
砲撃により炎上した民間人の車

ウクライナ軍第51機械化旅団のある兵士は、本状況を「本当の肉挽き器」と表現した。ウクライナ政府は、本事案を「虐殺」と表現した。ある反政府軍指揮官は、イロヴァイスク近くで伏撃を行い、ウクライナ軍兵士173名の捕虜を得たと述べた。彼は、破壊されたドンバスの都市を再建するための労働力として捕虜を使うつもりだと述べた。ウクライナ当局は、総じて、親ロシア派軍によって500名以上のウクライナ軍兵士が捕虜となったと発表した。その後。ウクライナ義勇兵大隊の指揮官と兵士たちはウクライナ陸軍のリーダーシップを非難し、「ウクライナに裏切られた」と感じた。
捕虜となったロシア軍兵士（判明分）：
- 第331空挺連隊の兵士10人（後にロシア政府高官はこの兵士たちを認めた。）[65]
- 第8山岳自動車化狙撃旅団の兵士1人[66]
- 第31空中強襲旅団の兵士4人[66][67]
- 第6戦車旅団の兵士2人[68]

### 民間人の死傷
イロヴァイスクからウクライナ軍の撤退後、ドンバス大隊が駐屯していたイロヴァイスク第14学校の裏庭にあった3体の遺体の共同墓地が掘り返された。国際連合人権高等弁務官事務所はその犠牲者を地元住民と同定した。検死報告書によれば、2体には銃創があり、1体はおそらく砲弾により死亡した。
国連監視任務は、ウクライナ軍によって執行された殺人行為（死刑）は大規模かつ組織的なものではなかったと発表した。メディアによって流布された、ウクライナ軍による大規模な死刑執行といった主張は、信頼できる目撃者の証言および検死データからは証明できなかった。

## 余波
9月4日、ウクライナ軍部隊に対するウクライナ検事総長による刑事捜査が行われた。同日、全ウクライナ連合「祖国」の政治家アンドリー・センチェンコが率いる臨時議会委員会が、ヴェルホーヴナ・ラーダ（ウクライナ最高議会）の議員446名中226名の承認により設立された。アンドリー・センチェンコによれば、イロヴァイスクの戦いで1,000名以上の兵士が死亡した。
10月14日、国防大臣ヴァレリー・ヘレテイは辞任を余儀なくされたが、これは一部には戦闘中の軍事調整の失敗に対する責任のためであった。